# 愛知県道520号豊田東郷線

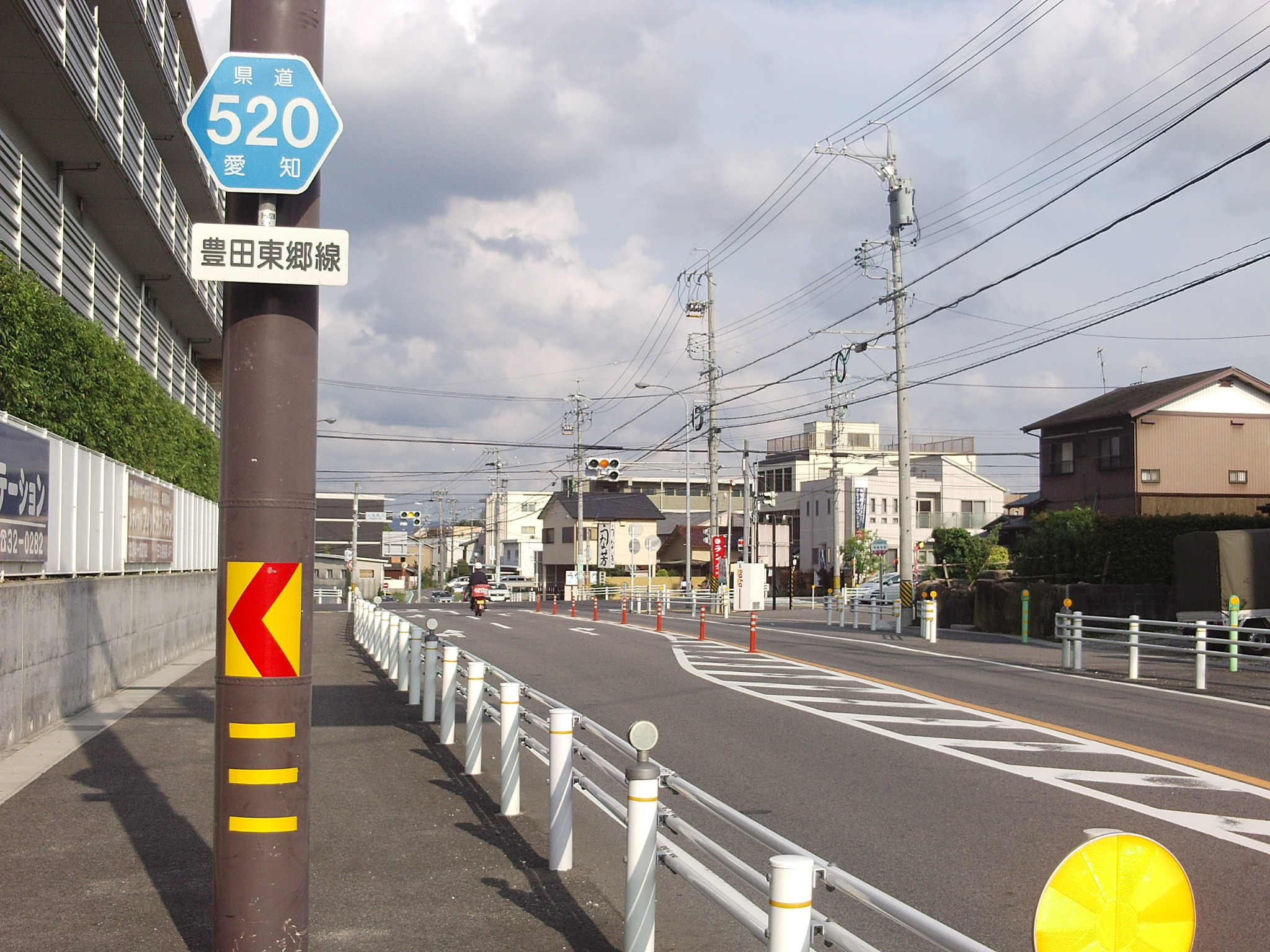
内環状線と交叉する場所。この先、豊田市の中心市街地。（豊田市小坂町）

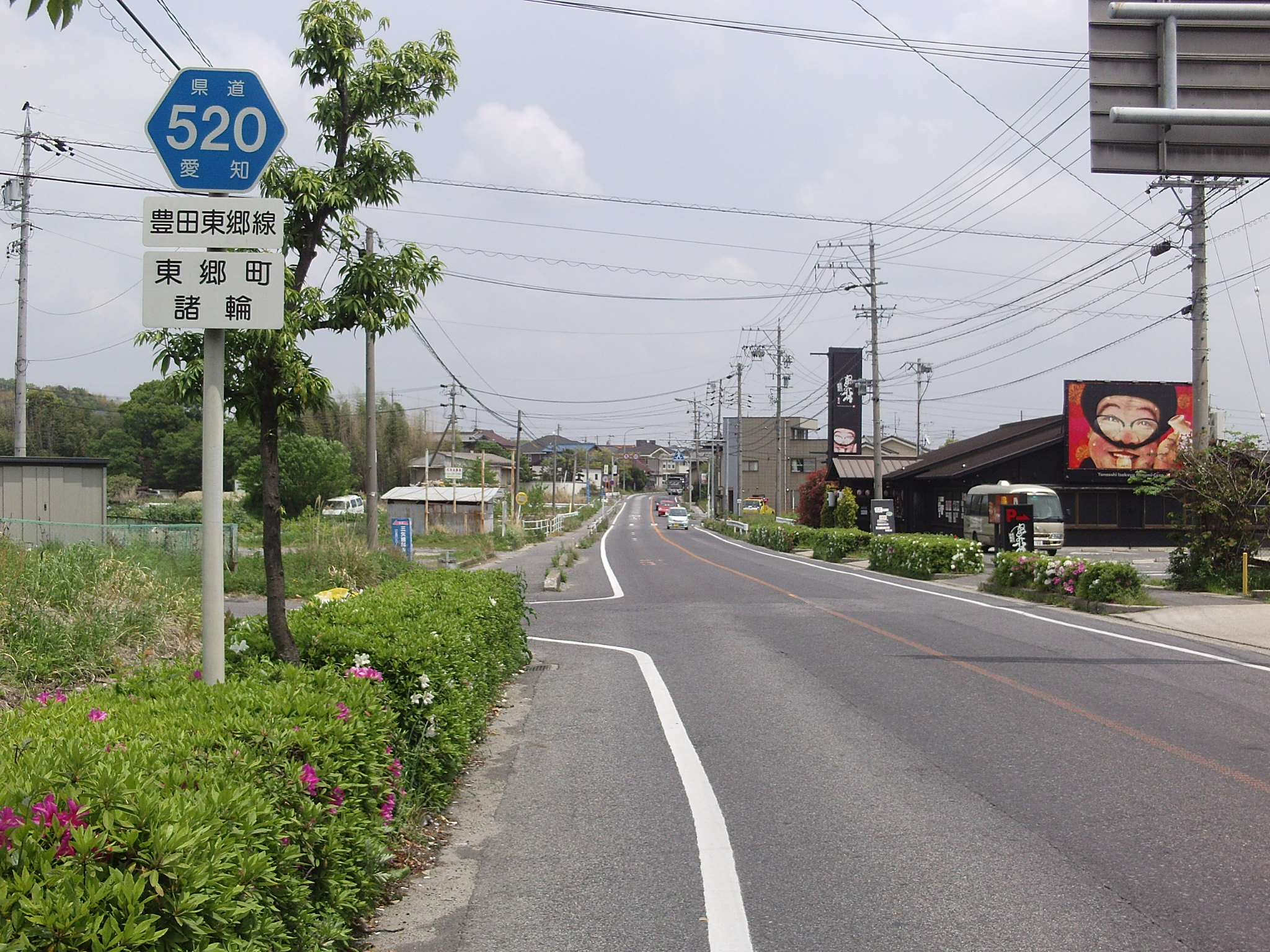
終点。起点から終点まで全線2車線道路である。（愛知郡東郷町諸輪）

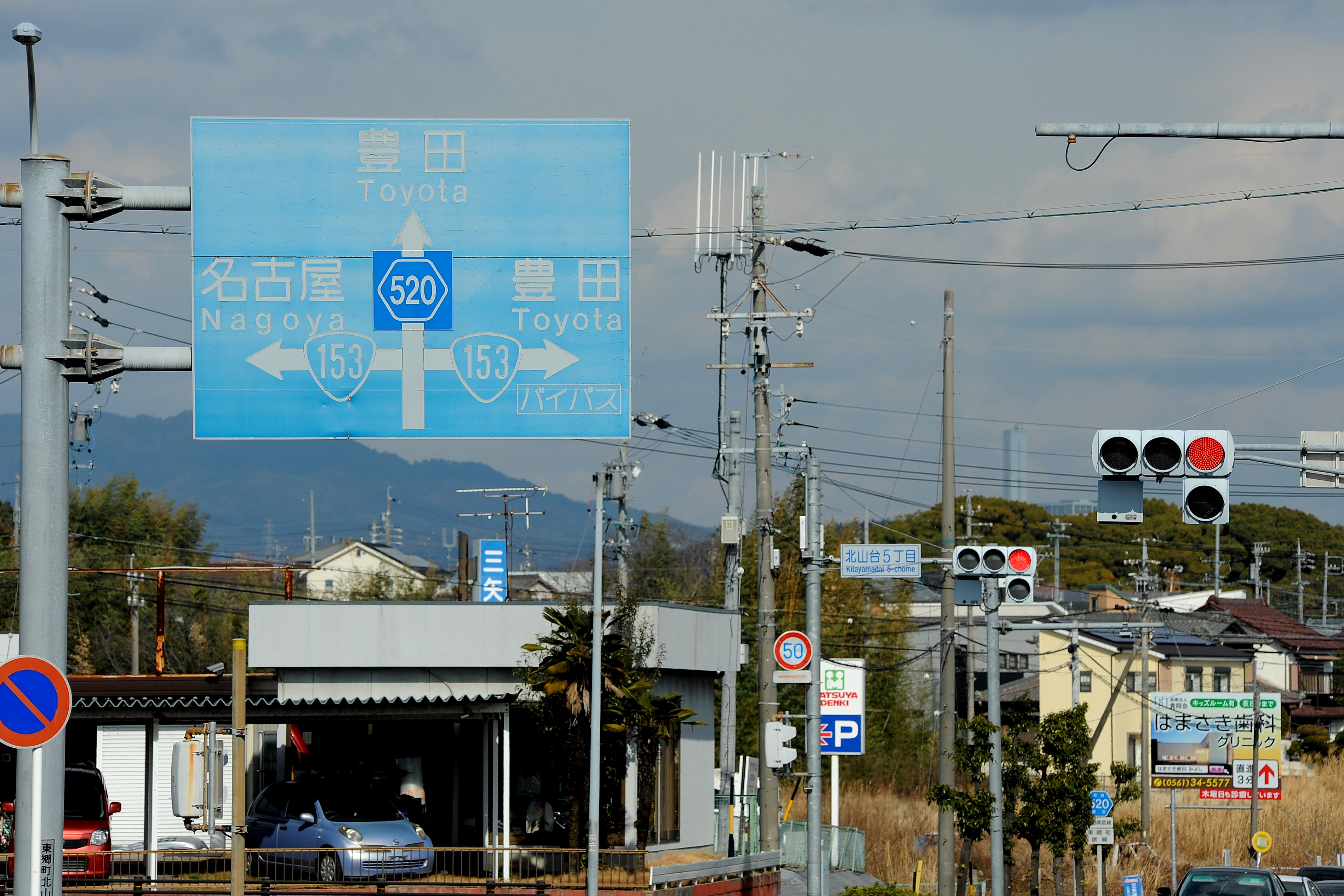
終点、北山台5丁目交差点の案内標識。国道からの指定の変更と、当区間が県道36号ではなく520号単独である事が確認できる。（愛知郡東郷町北山台）

愛知県道520号豊田東郷線（あいちけんどう520ごう とよたとうごうせん）は、愛知県豊田市から愛知郡東郷町に至る一般県道である。この道路は国道153号に指定されていたが、自動車交通の進展に伴い交通渋滞や騒音などの交通障害が発生。その抜本的な解決を図るため、当路線の南側に暫定4車線の豊田西バイパスを建設。バイパスの供用に伴い一般県道となった。

## 概要

### 路線データ
- 起点：愛知県豊田市（西町5丁目交差点）
- 終点：愛知県愛知郡東郷町（北山台5丁目交差点）
- 延長：約9.1 km

## 沿革
- 国道指定以前に挙母街道と呼ばれ、飯田街道の追分（赤池）から東郷・三好を経て現在の豊田市中心部に至る街道として往来があった。
- 1953年5月18日：二級国道153号名古屋塩尻線として指定。
- 1965年4月1日：一般国道153号となる。
- 1973年から豊田西バイパス着工。区間ごとに順次開通・供用。
- 1998年4月1日：愛知県の県道に認定。

## 別名
- 挙母街道（東郷町、みよし市、豊田市）
- 旧国道153号（東郷町、みよし市、豊田市）

## 地理

### 通過する自治体
- 愛知県
  - 豊田市
  - みよし市
  - 愛知郡東郷町

### 交差する道路
- 国道155号（西町5丁目交差点）
- 国道248号（西町5丁目交差点）
- 国道153号（国道155号経由：西町4丁目交差点）
- けやき通り（小坂本町1丁目東交差点）
- 豊田市道内環状線（小坂町7丁目交差点）
- 元町通り（宮上町8丁目交差点）
- 愛知県道284号宮上知立線（宮上町6丁目交差点）
- 愛知県道232号鴛鴨三好線（打越新池浦交差点）
- 愛知県道231号米野木莇生線（莇生郷交差点）
- 愛知県道54号豊田知立線（莇生原交差点、東諸輪交差点）
- 愛知県道233号岩作諸輪線（諸輪交差点：当交差点から終点までを県道36号とする地図もあり）
- 愛知県道36号諸輪名古屋線（北山台5丁目交差点）
- 国道153号（豊田西バイパス：北山台5丁目交差点）

### 沿線
- 愛知環状鉄道・愛知環状鉄道線 新豊田駅
- VITS豊田タウン
- 毘森公園
- 日本赤十字豊田看護大学
- 愛知県立衣台高等学校
- 桜花学園大学
- 豊田市公設地方卸売市場
- 三好池
- 尾三消防組合本部消防署